# Cisowa (Basses-Carpates)
Pour les articles homonymes, voir Cisowa.
Cisowa est une localité polonaise de la gmina de Krasiczyn, située dans le powiat de Przemyśl en voïvodie des Basses-Carpates.